# Delphinium pseudomosoynense
Delphinium pseudomosoynense är en ranunkelväxtart som beskrevs av Wen Tsai Wang. Delphinium pseudomosoynense ingår i släktet storriddarsporrar, och familjen ranunkelväxter. Utöver nominatformen finns också underarten D. p. subglabrum.